# Milan (Kansas)
Milan es una ciudad ubicada en el condado de Sumner en el estado estadounidense de Kansas. En el año 2010 tenía una población de 82 habitantes y una densidad poblacional de 273,33 personas por km².

## Geografía
Milan se encuentra ubicada en las coordenadas 37°15′25″N 97°40′29″O / 37.25694, -97.67472 (37.257057, -97.674712).

## Demografía
Según la Oficina del Censo en 2000 los ingresos medios por hogar en la localidad eran de $33,750 y los ingresos medios por familia eran $39,583. Los hombres tenían unos ingresos medios de $35,833 frente a los $16,964 para las mujeres. La renta per cápita para la localidad era de $13,236. Alrededor del 6.2% de la población estaban por debajo del umbral de pobreza.